# Tendō-ryū
 (février 2021).
Tendō-ryū (天道流) est un koryū (école traditionnelle d'arts martiaux Japonais) fondé en 1582 par Saito Hangan Denkibo Katsuhide. L'actuel Soke (grand maitre) de l'école (depuis 2014) est Kimura Yasuko.
Bien que Denkibo était un Samouraï déjà très talentueux, estimant que sa technique était encore incomplète, il se rendit au sanctuaire Tsurugaoka Hachiman à Kamakura pour 100 jours de prières. En 1581, Denkibo eu la révélation qu'il cherchait créa son école nommée Ten Ryu, l' École du Ciel, qui devint plus tard Tendō Ryu, l' École de la Voie du Ciel.
Même si l'école est surtout renommée aujourd'hui pour ses techniques de Naginata, le fauchard Japonais, le Tendō-ryū comprend en fait la pratique de diverses autres armes : le sabre long, le sabre court, les deux sabres en même temps (Nitō), le poignard (Tantō), le Jō (représentant le manche cassé d'un Naginata), et le Kusarigama, la faucille japonaise avec une chaîne..
La version moderne du Naginata, appelée Atarashii Naginata, est l'un des 9 Budo modernes officiellement reconnus par le Nippon Budokan. Le Tendō-ryū est l'un des deux styles de Naginata Jutsu dont il provient, avec la Jiki Shinkage Ryu.